# Sturmwind
Sturmwind è un videogioco sparatutto per Sega Dreamcast. Venne sviluppato dalla Duranik e pubblicato dalla RedSpotGames il 24 aprile 2013 come gioco pubblicato commercialmente in maniera indipendente, ovvero senza licenza SEGA. Il gioco ricevette una buona copertura mediatica, molte riviste del settore negli Stati Uniti, in Germania e in Giappone ne riportarono l'annuncio. La rivista tedesca Chip chiamò gli effetti di Sturmwind "davvero straordinari vista l'età della console".
Fu il primo gioco originale ad uscire su Dreamcast dall'autunno del 2009, quando erano stati pubblicati Rush Rush Rally Racing e IRiDES: Master of Blocks, tutti i giochi più recenti erano stati solo port.

## Caratteristiche
Il gioco usa un motore di gioco ibrido 2D/3D. Il gioco è praticamente uno sparatutto 2D a scorrimento orizzontale, ma ci sono anche sezioni in cui lo scorrimento è verticale. Il gioco ha 16 livelli, suddivisi tra 7 mondi, con più di 20 boss e centinaia di nemici diversi. Sono disponibili tre livelli di difficoltà tra cui scegliere.

## Sviluppo
Lo sviluppo di Sturmwind cominciò nel 1997. Il gioco apparve per la prima volta con il nome Native, come demo per Atari Jaguar CD che includeva un solo livello giocabile. La grafica era notevole per gli standard del Jaguar, ma la demo non aveva alcun audio. Lo sviluppo venne ripreso in un secondo tempo e si passò a sviluppare per Dreamcast.
Nel dicembre del 2010, RedSpotGames dichiarò che avrebbe cominciato a pubblicare notizie ogni domenica riguardo ai progetti in arrivo, Sturmwind fu il primo di questi ad essere rivelato, il 5 dicembre 2010, durante lo show televisivo tedesco "neues".
Nel marzo del 2011, Fabian Döhla della Sega of America diede la sua approvazione a Sturmwind giocandone una versione in corso di sviluppo su Mesh Tactics, uno show online di Destructoid.
Il 19 dicembre 2011, RedSpotGames annunciò che l'uscita del gioco era stata ritardata a tempo indefinito a causa della bancarotta dell'impianto che avevano contattato per la produzione dei dischi. Venne realizzato un accordo con un altro impianto, ma la data restò TBA.
Durante il comunicato stampa ufficiale della Redspotgames del 14 marzo 2013, venne confermata l'uscita di Sturmwind il 24 aprile 2013.

## Accoglienza
Classic Game Room nominò Sturmwind il gioco dell'anno del 2013, ne lodò la musica, il level design e la presentazione.